# Jorge Cervantes (horticultor)

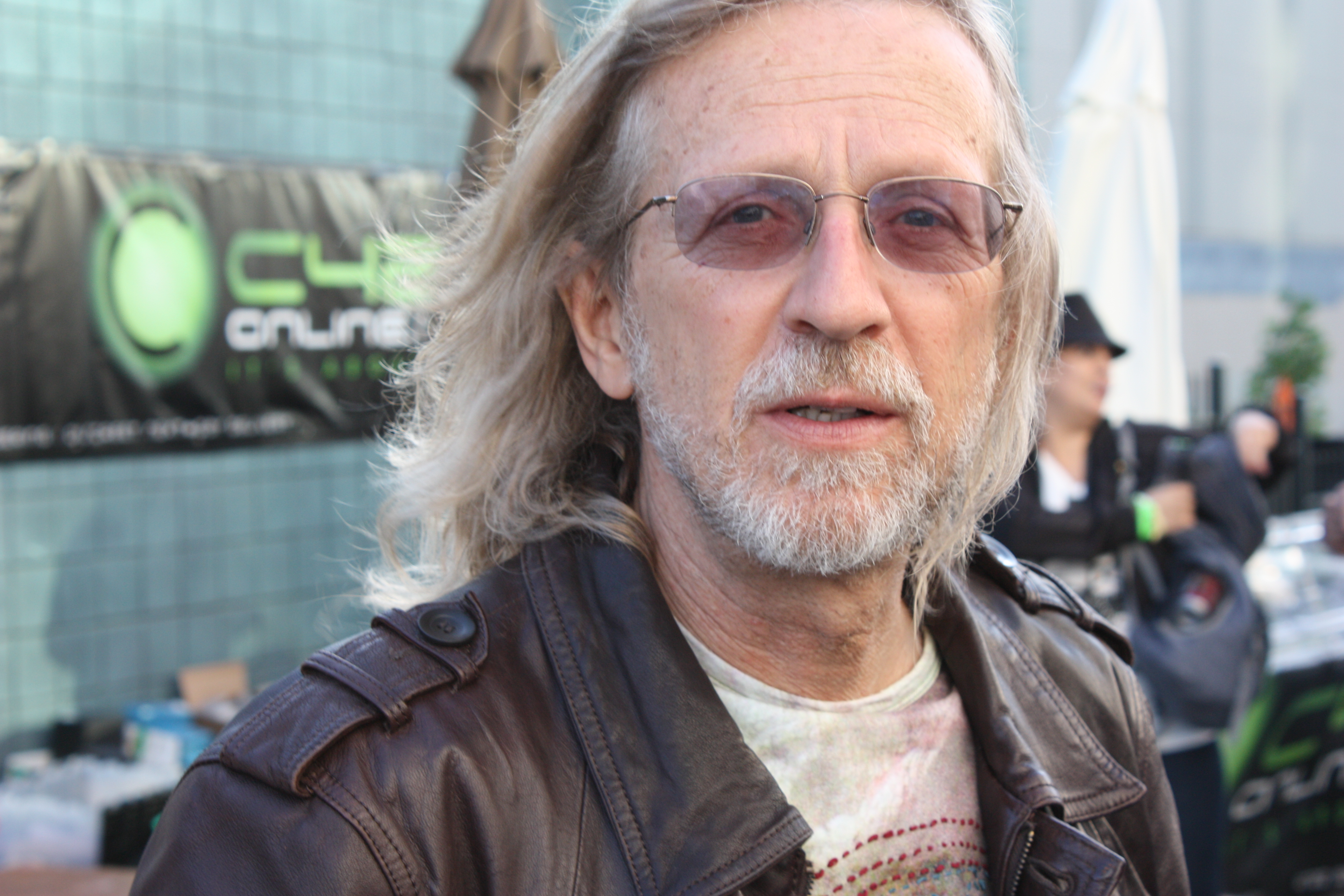
George Van Patten en 2010

Jorge Cervantes es el seudónimo de George Van Patten, nacido en 1954, un horticultor y escritor estadounidense  especializado en cultivo interior y exterior de Cannabis. Sus libros, artículos, fotografías y DVD son consultados mundialmente como guías de cultivo

## Biografía
Van Patten nació en Ontario (Oregón) y desarrolló su interés por la cannabis ya como estudiante universitario en México. Una vez graduado, se mudó a California y comenzó sus cultivos clandestinos de Marihuana sin semilla, que solían consumir los mexicanos de manera doméstica como droga de alta calidad. A principios de los años 1980, Cervantes inició el cultivo interior. La falta de información confiable que había entonces, lo motivó a escribir Marihuana: horticultura del cannabis en 1983. El libro se convirtió en un best-seller, al punto que los cultivadores lo llamaron la biblia del cultivo interior
- Datos: Q4416727
- Multimedia: Jorge Cervantes / Q4416727